# Lopezia riesenbachia
Lopezia riesenbachia är en dunörtsväxtart som beskrevs av Plitmann. Raven och Breedlove. Lopezia riesenbachia ingår i släktet enmansblommor, och familjen dunörtsväxter. Inga underarter finns listade i Catalogue of Life.